# 비아프라 전쟁
비아프라 전쟁(Biafran War) 또는 나이지리아 내전(Nigerian Civil War)은 나이지리아의 동남부 지방에 있던 주가 정치적 갈등으로 인해 이보족을 중심으로 자칭 '비아프라 공화국'을 세우고 나이지리아로부터 분리 독립을 시도하려다 실패한 전쟁이다. 경제, 인종, 문화 그리고 나이지리아의 수많은 사람들의 종교적 긴장 상태가 갈등의 구체적 원인이 되었으며 1967년 7월 6일부터 1970년 1월 15일까지 벌어졌다.

## 같이 보기
- 치누아 아체베